# Герб Татарова
Герб Татарова — офіційний символ села Татарів Надвірнянського району Івано-Франківської області, затверджений рiшенням сесії сільської ради.

## Опис
У щиті, понижено перетятому лазуровим і пурпуровим, вузька срібна балка, обтяжена геометричним орнаментом. У першій частині виникають зелені вписані гори, права вище і попереду, обтяжені золотим оленем вліво. Поверх всього в правому верхньому кутку золоте сонце без зображення обличчя, що випромінює такі ж промені, а в лівому нижньому кутку дві зелені ялинки з золотими стовбурами. У другій частині срібна стріла і золотий перекинутий ключ, покладені в косий хрест. Поверх всього лазуровий водний потік, що виходить праворуч.